# Respeito

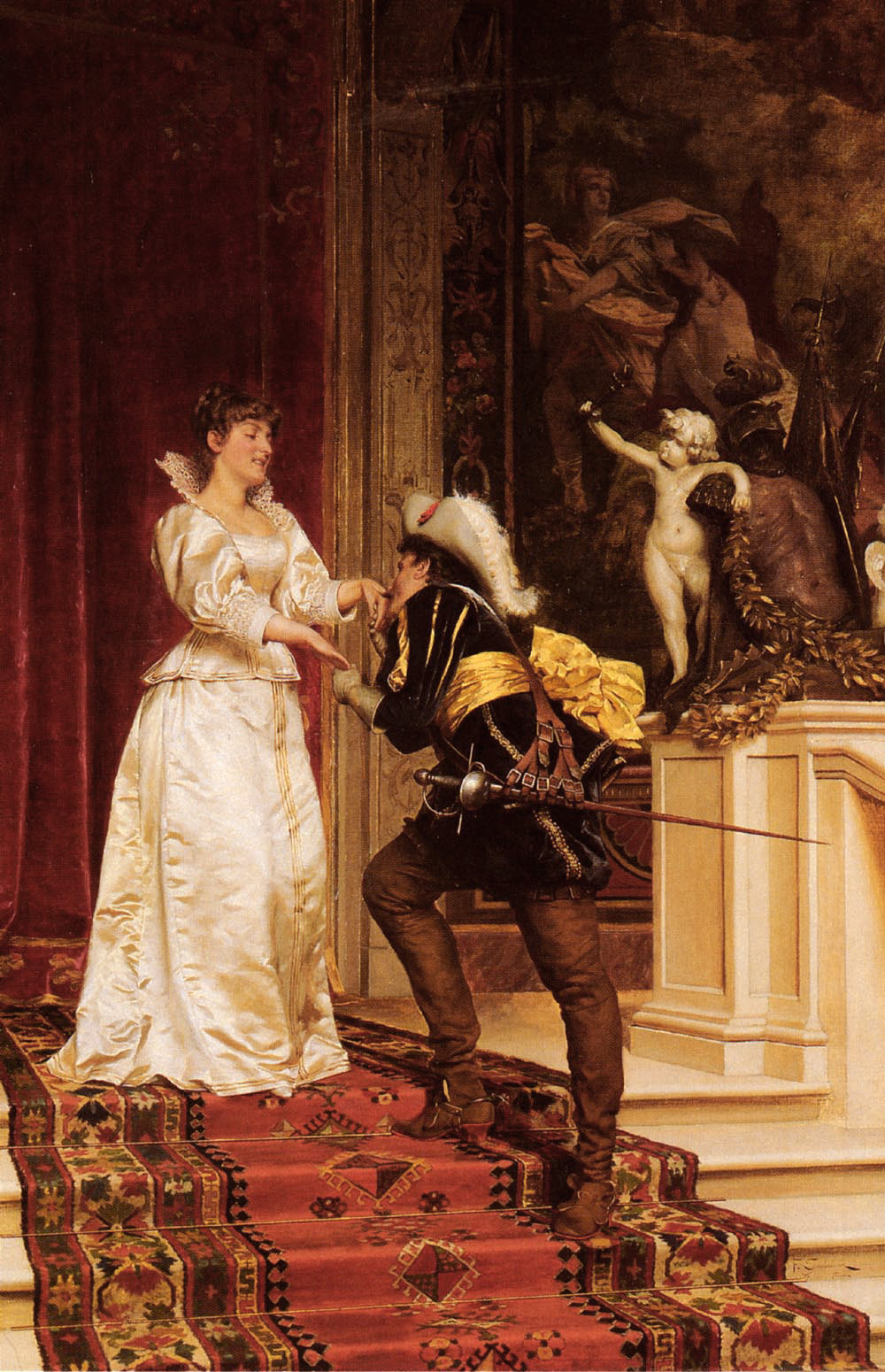
O beijo do cavalheiro, de Frédéric Soulacroix, demonstrando um gesto de respeito e cortesia.

Respeito é um sentimento positivo ou uma ação  de apreciação, estima e deferência por uma pessoa ou instituição. É demonstradao em relação a alguém ou algo considerado importante ou tido em alta estima ou consideração. Transmite um sentimento de admiração por qualidades boas ou valiosas. É também o processo de honrar alguém demonstrando cuidado, preocupação ou consideração por suas necessidades ou sentimentos.
O respeito é expresso por meio de vários comportamentos: consideração, polidez e reconhecimento podem ser expressões de respeito; a autoridade dos outros ou mesmo o medo do poder dos outros pode privar alguém de respeito; a tolerância em relação a outras opiniões também pode ser uma expressão de respeito.
Em muitas culturas, as pessoas são consideradas dignas de respeito até que provem o contrário. Algumas pessoas podem conquistar um respeito especial por meio de suas ações exemplares ou papéis sociais. Em "culturas de honra", o respeito é mais frequentemente conquistado dessa forma do que concedido por omissão.

## Etimologia
A palavra respeito vem do latim respectus, particípio passado de respicere, “olhar outra vez”, de re-, “de novo”, mais specere, “olhar”. A ideia é de que algo que se tenha feito seja valorizado e reconhecido. Antônimos são desrespeito, desconsideração, ressentimento, impudência e desprezo. 
A noção de respeito implica que pode ser aplicado para uma pessoa que fez algo certo, mas também para qualquer coisa afirmada no passado como uma promessa, lei, acordo, dentre outros. Isto também é porque na maioria dos idiomas, é dito que o respeito deve ser merecido.

## Conceito
Como uma "consideração apreciativa de valor", o respeito também pode ser aplicado a regras ou abstrações morais (por exemplo, o hóspede, o estrangeiro, certos grupos, culturas, etc.). O respeito oscila entre a mera consideração do suposto interesse próprio e das peculiaridades da pessoa respeitada e até mesmo a admiração.
Outro uso do termo respeito é quando alguém fala sobre um tema específico com respeito, por exemplo, sobre diferentes crenças, condutas ou religiões. Isso quer dizer que o indivíduo debateu sobre o assunto de forma sensível e prudente.
A respeito de e com respeito a são duas expressões que servem para referenciar algo. Geralmente são substituídas por “relativamente a”.
Exemplos: “O presidente não falou a respeito de sua condenação.”
Outras expressões com a palavra respeito são:
- Com todo o respeito – que sinaliza afirmar ou expressar uma opinião que está em desacordo com a de outra pessoa, mas de forma polida.
- Salvo o respeito – que significa “com a licença”.
- Em respeito de – que faz uma comparação à outra coisa.
- De respeito – uma pessoa ou mesmo ocasião considerada importante e respeitável.
- E diz respeito – que procura indicar algo que pertence ou é de responsabilidade de alguém.

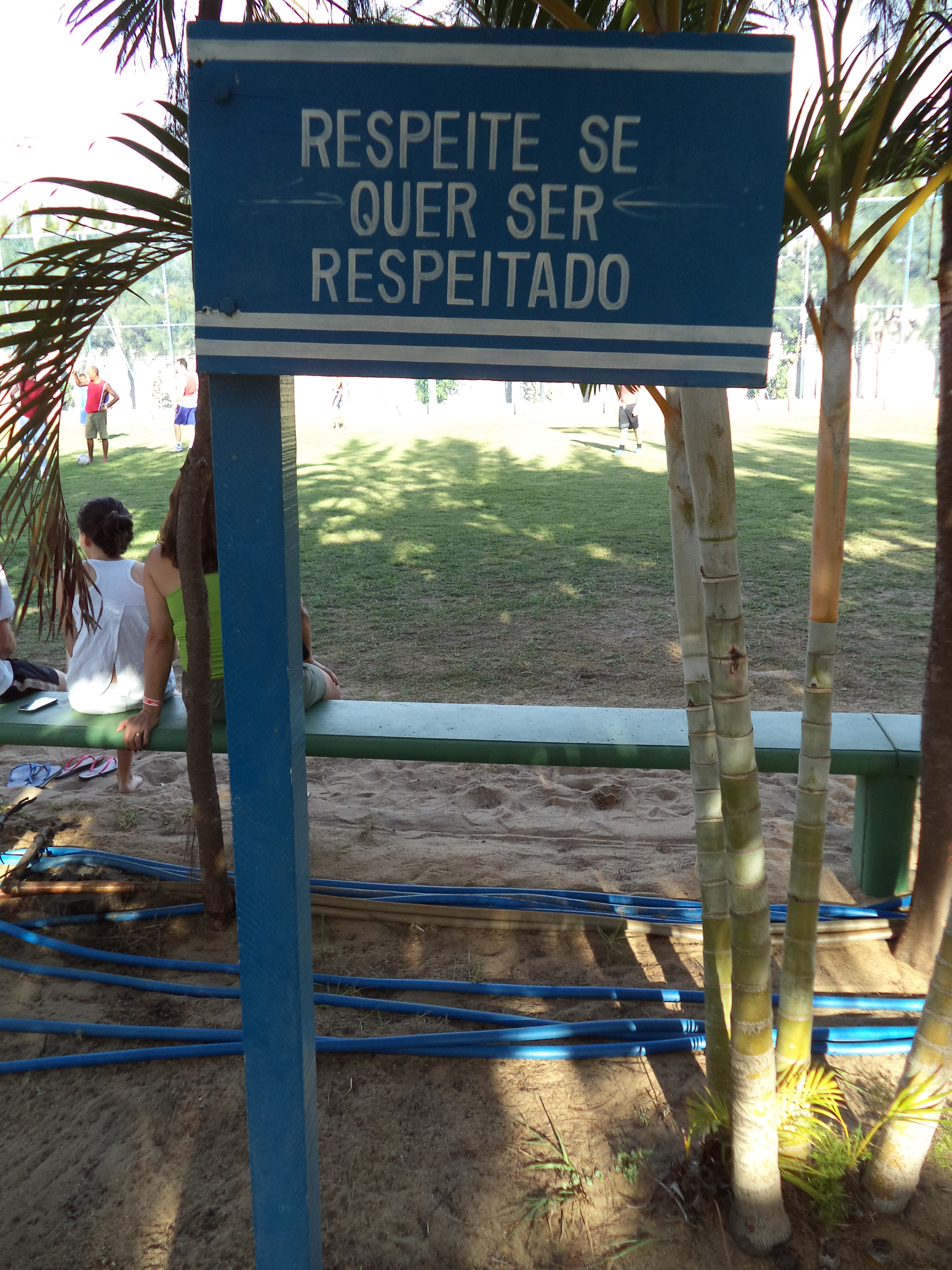
Placa em São João da Barra com os dizeres "Respeite se quer ser respeitado".
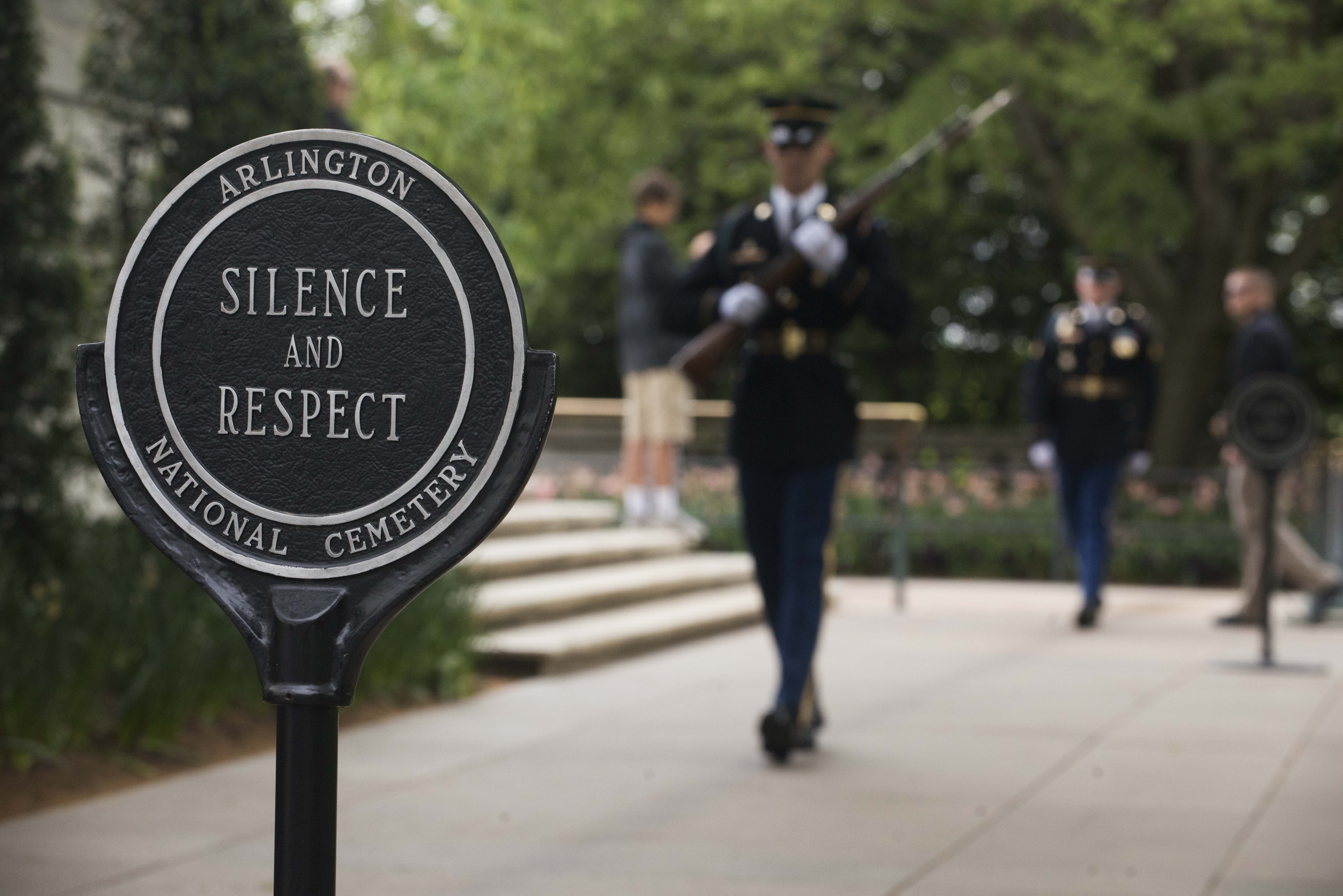
Uma placa com os dizeres “silêncio e respeito” fica perto do Túmulo do Soldado Desconhecido no Cemitério Nacional de Arlington.

## Continência militar
A continência é um sinal de cumprimento e respeito dentro e fora de todas as instituições militares. A continência é normalmente usada pelos militares para se apresentarem aos seus superiores e aos seus subalternos, além de cumprimento ao cidadão civil. Ela é usada pelos alistados para demonstrar respeito pelos oficiais e vice-versa, os oficiais por sua vez fazem continência aos oficiais de alta patente. Não retornar uma saudação de um subalterno é considerado uma ofensa.

## Na cultura popular
O respeito aparece nos jogos de vídeo game como uma mecânica. No jogo Grand Theft Auto 2 (GTA 2), o respeito é a mecânica principal da interação do jogador com as gangues em cada uma das três áreas do jogo. A barra de respeito é localizada no canto superior esquerdo da tela, mostrando três gangues por área. A barra oscila conforme o jogador interage com as missões e os membros das gangues. Respeito baixo com uma gangue fará com que seus membros ataquem o jogador: quanto mais baixo o respeito, mais forte serão os ataques. Com mais respeito, maior será a oferta de missões. Matar membros de gangues aumentará o respeito da gangue rival. O jogo tem a vinheta "E lembre-se, respeito é tudo!" (em inglês:  And remember, respect is everything!).